# August Wilhelm Stiernstedt
August Wilhelm Stiernstedt, född 14 december 1812 i Stockholm, död 20 september 1880 på Brödtorp i Pojo socken i Finland, var en svensk friherre, riksheraldiker och numismatiker. Han var farbror till skriftställaren August Stiernstedt.
Stiernstedt avlade examen till rättegångsverken 1833 samt förordnades 1834 till extra ordinarie notarie i Svea hovrätt och extra ordinarie kanslist i Justitierevisions- och Ecklesiastikexpeditionerna. År 1836 blev han ledamot i Nedre borgrätten och 1842 i Övre borgrätten, men lämnade redan 1843 sin tjänstgöring i ämbetsverken för att helt ägna sig åt heraldiska och numismatiska studier. År 1849 blev han kammarherre, 1852 ceremonimästare samt 1855 rikshärold (till och med 1861) och riksheraldiker. Han var en av initiativtagarna till Svenska numismatiska föreningen och dess ordförande från bildandet 1873 till sin död.
Stiernstedt skrev åtskilliga numismatiska artiklar för Nordisk familjebok. Stiernstedt bevistade riksdagen 1844–66 samt var därunder ledamot av flera utskott och vid 1847–48 års riksdag ordförande i expeditionsutskottet. Stiernstedt var ledamot av Lantbruksakademien (1865), av Fysiografiska sällskapet i Lund (1868), av Kungliga Vetenskaps- och Vitterhetssamhället i Göteborg (1874) och av Det Kongelige Nordiske Oldskriftselskab i Köpenhamn (1857).